# Girabola 1984
Der Girabola 1984 war die sechste Saison des Girabola, der höchsten Spielklasse im Fußball in Angola. Es nahmen 14 Mannschaften teil, die je zweimal gegeneinander antraten.
Petro Luanda aus der Hauptstadt Luanda wurde nach 1982 zum zweiten Mal Meister. Der CD Primeiro de Agosto wurde erstmals angolanischer Pokalsieger. Zu einem Zusammentreffen in einem Supercup kam es nicht, die erste Auflage des angolanischen Supercups wurde erst im Folgejahr ausgetragen.
Petro Luandas Stürmer Jesus wurde mit 22 Toren Torschützenkönig, nachdem er diesen Titel zuvor bereits in der Saison 1982 gewonnen hatte, mit damals 21 Treffern.

## Tabelle
Vor allem bedingt durch die Wirren und Zerstörungen des angolanischen Bürgerkriegs (1975–2002) sind nicht die kompletten Daten der Saison verzeichnet, und auch eine detaillierte Abschlusstabelle liegt nicht vor.
| Pl.                                                       | Verein                  | Sp. | S | U | N | Tore    | Diff. | Punkte |
| --------------------------------------------------------- | ----------------------- | --- | - | - | - | ------- | ----- | ------ |
| 1.                                                        | Petro Luanda            | 0   | 0 | 0 | 0 | 000:000 | ±0    | 0      |
| 2.                                                        | Primeiro de Maio (M)(P) | 0   | 0 | 0 | 0 | 000:000 | ±0    | 0      |
| 3.                                                        | CD Primeiro de Agosto   | 0   | 0 | 0 | 0 | 000:000 | ±0    | 0      |
| 4.                                                        | Desportivo TAAG         | 0   | 0 | 0 | 0 | 000:000 | ±0    | 0      |
| 5.                                                        | Ferroviário da Huíla    | 0   | 0 | 0 | 0 | 000:000 | ±0    | 0      |
| 6.                                                        | Petro Huambo            | 0   | 0 | 0 | 0 | 000:000 | ±0    | 0      |
| 7.                                                        | GD Interclube           | 0   | 0 | 0 | 0 | 000:000 | ±0    | 0      |
| 8.                                                        | Desportivo da Chela     | 0   | 0 | 0 | 0 | 000:000 | ±0    | 0      |
| 9.                                                        | Mambroa SC Huambo       | 0   | 0 | 0 | 0 | 000:000 | ±0    | 0      |
| 10.                                                       | Desportivo Benguela     | 0   | 0 | 0 | 0 | 000:000 | ±0    | 0      |
| 11.                                                       | GD Sagrada Esperança    | 0   | 0 | 0 | 0 | 000:000 | ±0    | 0      |
| 12.                                                       | Gaiatos Benguela        | 0   | 0 | 0 | 0 | 000:000 | ±0    | 0      |
| 13.                                                       | Leões Planalto Malanje  | 0   | 0 | 0 | 0 | 000:000 | ±0    | 0      |
| 14.                                                       | Dinamos Sumbe           | 0   | 0 | 0 | 0 | 000:000 | ±0    | 0      |
| Stand: Endstand, keine genauere Abschlusstabelle vermerkt |                         |     |   |   |   |         |       |        |

| (M) | amtierender angolanischer Meister     |
| (P) | amtierender angolanischer Pokalsieger |